# T95中型戰車
T95中型戰車（英語：T95 Medium Tank）是一款美國的原型中型坦克，研發於1955年至1959年間。這款坦克裝備了許多當代最先進的科技設備，例如複合裝甲、新式傳動系統，以及OPTAC射控系統。OPTAC上更加裝了一具電子光學測距儀，並安裝於炮塔右側。T95的主炮為一門能夠使用動能穿甲彈的T208滑膛炮，使用剛性炮架，且沒有裝備後座力系統。除此之外，T95原先使用的是扭樑式後方懸掛系統，但後來被更為先進的液氣式懸吊系統所取代；其中有一輛T95更裝有展示用的燃氣渦輪發動機。
T95的複合裝甲含有熔化的矽，能有效抵禦錐形裝藥的射擊。T208 90毫米滑膛炮所使用的早期型尾翼穩定脫殼穿甲彈有著較低的長度直徑比，這是由於炮彈是以較脆的碳化鎢所製成，因此致使彈芯直徑僅有37毫米，不過這也使炮彈有著相當高的出膛速度，平均可達每秒1525公尺。此外，T95所使用的T53光學追蹤／鎖定／測距系統（T53 Optical Tracking, Acquisition and Ranging, OPTAR）可發送強脈衝波，但低相干性的紅外線光束。然而，這些低度相干的光束散佈地十分隨機，進而減低了光束在霧中及雨中的使用效能，而且使炮手必須進行多次校準方能測量距離並鎖定目標。除上述的缺陷之外，由於系統的發送器及接收器設計不良，容易損壞，最終致使軍方於1957年摒棄OPTAR系統。

## 歷史

### 發展
1950年代早期，美國開始研製最終將取代M48中型坦克的新世代中型戰車。最初，軍方在T54中型戰車的研發項目下嘗試了許多簡單的升級方案，但均由於無法滿足需求而被廢棄。因此，軍方開始嘗試一些改變更為劇烈的方案。1954年9月，在許多被提出的構想中，有兩項主要提案被採納：其中一項是搭載90毫米滑膛炮的T95中型戰車方案，另一項則是採用105毫米主炮的T96中型戰車方案。兩個方案皆選用鎖定安裝的滑膛炮作為主要武裝，且均沒有裝備後座力緩衝系統。1956年11月，軍方決定先行製造9輛原型車以供測試，而其中五輛將是T95原型車。這4輛T95中，有一輛將搭載90毫米主炮並裝備後座系統，定名為T95E1。餘下的四輛將使用T95的底盤，並安裝T96炮塔，定名為T95E4。

### 生產
然而，由於T96炮塔尚未產出（後來也從未被完成），軍方決定這四輛T95E4其中兩輛將直接使用M48A2的炮塔，另外兩輛將使用T54E2的炮塔，並安裝105毫米T140線膛炮。
第一輛進入生產程序的T95戰車型號是1957年5月開始生產的T95E2。T95E3於同年7月進入生產線，而第一輛T95則於1958年2月完工。

## 概述
T95中型戰車遵循了傳統的佈局設計，駕駛乘坐於車體前方，戰鬥室位於中央，引擎室則位於車體後方。該戰車共有4名組員，包含一名車長、一名炮手、一名裝填手以及一名駕駛。
駕駛席位於戰鬥室前方，駕駛艙蓋則位於駕駛頭頂的正上方。當艙蓋關閉時，駕駛可使用安裝於艙蓋上的三具潛望鏡操縱戰車，其中中央的潛望視鏡裝有紅外線夜視攝影機。此外，駕駛席的左右兩側皆存有彈藥。

### 車體與炮塔
T95的車體大部分均由焊接製成，但正面裝甲則是由一大塊金屬鑄造而成。正面裝甲的首上厚度為95毫米，傾斜65度。駕駛艙的頂部及底部裝甲厚度分別為51及19毫米；戰鬥艙及引擎室的側面則分別為25與13毫米。側面裝甲的上部厚度為102毫米，引擎部份的裝甲則僅有32毫米。
鑄造炮塔的底部直徑為85英吋（與M48的炮塔相同）。炮塔正面的裝甲厚度為178毫米，兩側則為78毫米。與M48的炮塔相比，T95的炮塔較為修長。炮手乘坐於主炮右側。車長亦乘坐於炮塔內，並可操縱一挺遙控的12.7毫米口徑M2重機槍，與一具用於瞄準的M28潛望鏡。炮塔上裝有5個觀測孔以提供車長360度的全向視野。主炮炮彈儲存於炮塔環下方。

### 武裝
T95與T95E1皆裝備了一門T208 90毫米滑膛炮。T95的主炮以鎖定安裝的方式裝載於炮塔上，並備有兩個穩定軸心。T95E1的主炮則為浮動安裝，且未裝備穩定系統。所有型號的T95均採用T320鎢芯穿甲彈，其主彈頭直徑為40毫米，炮口初速為每秒1520公尺。T320可於2000碼的距離上擊穿傾斜60度的127毫米裝甲。一輛常規的T95可攜帶50發主炮彈藥。
T95E2承襲了其前輩M48A2的90毫米主炮。該門炮可發射主彈頭直徑74毫米的穿甲彈，炮口初速可達每秒915公尺，有效射程則為2000碼。T95E2可搭載64發主炮炮彈。
T95E3裝備了T140 105毫米線膛炮，炮口初速為每秒1079公尺，可於2000碼的距離上擊穿傾斜60度的122毫米裝甲。主炮彈藥的常規裝載量為64發。
T95E4計畫要使用一門T210 105毫米滑膛炮。為了要適應炮彈的額外長度，主炮被往前移動。主炮的炮口初速為每秒1740公尺，能在2000碼的距離上擊穿傾斜60度的152毫米裝甲。T95E4僅能攜帶40發主炮彈藥。
在T123 120毫米線膛炮問世後，軍方決定要將其安裝於四輛T95E4中的兩輛。這兩輛搭載120毫米主炮的T95E4被重新命名為T95E6。T123 120毫米線膛炮的炮口初速為每秒1070公尺，並能在2000碼的距離上擊穿傾斜60度的122毫米裝甲。

### 射控系統
T95E2與T95E3均裝備了與M48A2同款的射控系統，其中包含了一具實體鏡像測距儀與一台彈道計算機。
T95亦裝有FCS系統，其中含有OPTAR光學測距儀，以及一台電子彈道計算機。此外，車上還安裝了與T44、T50彈道計算機上相同的潛望視鏡。
T95E1則使用了無測距儀及彈道計算機的簡易型目標鎖定系統。

### 動力組件
在原始的提案下，T95與T96均須裝備X形750匹馬力12汽缸柴油引擎。然而，由於這款引擎尚未研發完成，軍方於是決定先暫時以AOI-1195四衝程循環8汽缸汽油引擎墊檔。引擎被橫向放置於車內，並連接至XTG-410四段速變速器。引擎室內還安裝了三個燃料槽，共可裝載780公升的燃料。
儘管比M48A2的引擎更為省油，汽油引擎的力矩卻不足。與此同時，X形柴油引擎的開發計畫以失敗告終，因此自1958年中旬開始，軍方開始考慮其他可行的選項。作為暫時的折衷手段，他們決定使用一具改良過的12汽缸二衝程循環水冷式V型570匹馬力GM 12V71T柴油引擎作為過渡方案。
軍方隨後分別與大陸汽車公司（Continental Motors Company）及開拓重工訂立研發契約，以研製AVDS-1100氣冷式柴油引擎與LVDS-1100水冷式柴油引擎。兩款引擎都呈V形，估計均可輸出550匹馬力。然而，兩款引擎的實地測試卻於T95計畫被終止後才展開。

### 底盤
T95的懸吊系統含有五對路輪及扭力桿彈簧，但不含履帶支承輪。最前方與最後方的路輪均裝有液壓避震器。部分的T95亦採用了輕量化透孔路輪。
履帶寬度為533毫米或610毫米，依型號而有所不同。

## 計畫中止
在T95戰車的研發過程中，軍方逐漸體認到比起M48A2，這款坦克將沒有任何顯著的優勢。X形引擎以及光學測距儀均因性能不佳而被摒棄，而且滑膛主炮的準確度始終不如預期。這些因素最終導致T95計畫於1960年7月7日被中止。不過，T95E7炮塔的開發計畫被允許繼續進行，並最終演變成相當成功的M60A1炮塔。

## 各式型號
- T95 – 最原始的型號，裝有一門鎖定安裝的T208 90毫米滑膛炮，無後座系統。
- T95E1 – 裝有一門浮動安裝的T208 90毫米滑膛炮與簡易型射控系統。
- T95E2 – 使用M48A2的炮塔，並搭載一門M41 90毫米線膛炮。
- T95E3 – 使用T54E2的炮塔，並搭載一門T140 105毫米線膛炮。
- T95E4 – 使用T96的炮塔，並搭載一門T210 105毫米滑膛炮。
- T95E5 – 裝有英國皇家兵工廠授權美國生產的L7線膛炮（美方命名為「T254 105毫米線膛炮」）的T95E2，從未建造。
- T95E6 – 使用T96的炮塔，並搭載一門T123 120毫米線膛炮，從未建造。
- T95E7 – 裝有T254 105毫米線膛炮的T95E1，從未建造。
- T95E8 – 使用12V71T柴油引擎的T95E2。
- T95E9 - 使用12V71T柴油引擎的T95E6，從未建造。
- T95E10 - 使用VDS-1100柴油引擎的T95，從未建造。
- T95E11 - 使用VDS-1100柴油引擎的T95E6，從未建造。
- T95E12 - 裝備新型測距儀、新式射控系統與VDS-1100柴油引擎的T95E6，從未建造。
- T118 - 戰鬥工兵車，前方裝有挖土鏟及M57 165毫米多用途爆破榴彈炮。

## 外部連結
- T95 series of experimental medium tanks（页面存档备份，存于） at Jedsite (requires registration)
- 90 mm Gun Tank T95（页面存档备份，存于）